# Wild Wadi Water Park (Дубай)

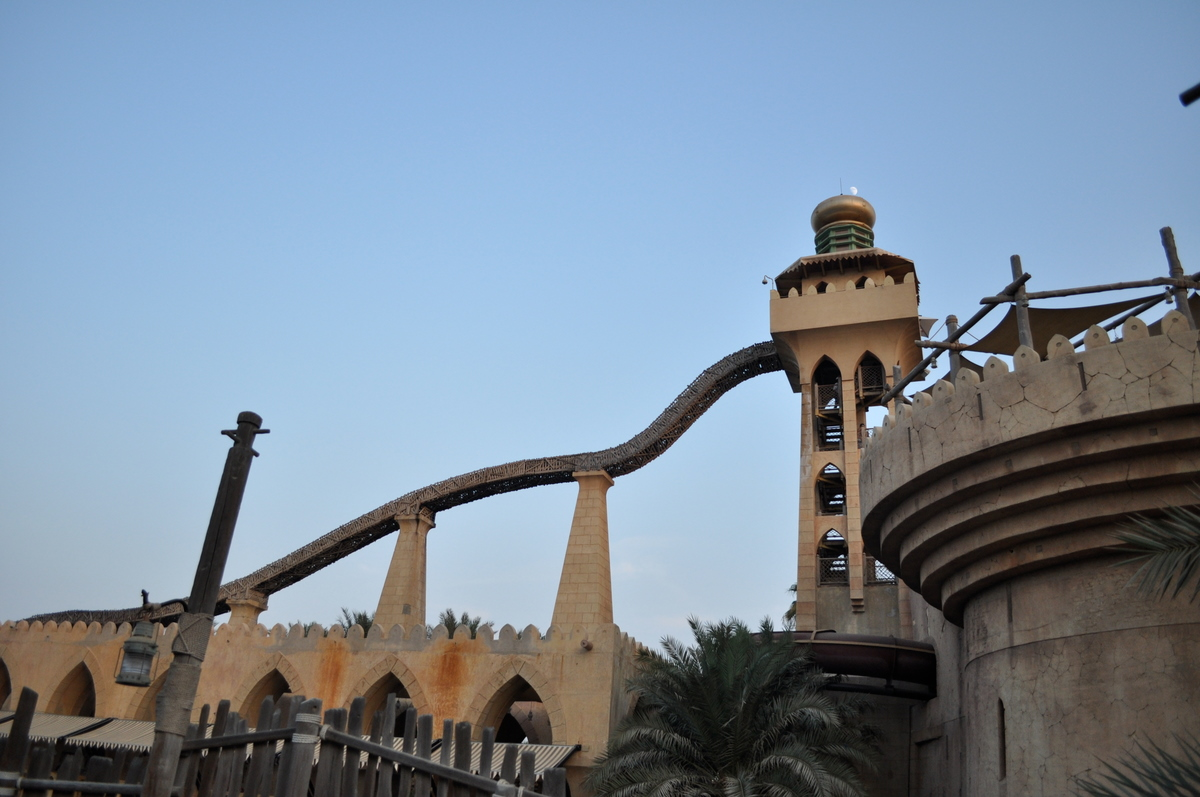
Jumeirah Sceirah, самые стремительные водные горки за пределами Северной Америки (скорость разгона до 80 км/час)

Wild Wadi Water Park — водный парк развлечений, расположенный в центральной части города Дубай в ОАЭ, в районе Джумейра.

## Общие сведения
Раскинувшийся на площади в 49.000 м² близ всемирно известных отелей Бурдж аль-Араб и Джумейра-Бич-отель, парк Wild Wadi Water Park разбит как сказочный оазис в пустыне, застроенный сооружениями в стиле средневековой арабской архитектуры. Здесь установлены 28 водных горок длиной от 12 до 128 метров, 23 плавательных бассейна, искусственный водопад высотой в 18 метров. У Wild Wadi Water Park проходит русло старого вади, наполняющегося потоками воды в период дождей, и давшего имя самому парку. Через весь парк протекает Juha’s Journey, искусственная река длиной в 360 метров.